# Hillscheider Bach
Der Hillscheider Bach (auch Hillscheiderbach, am Oberlauf bis zur Grundsmühle bei Hillscheid auch Kalter Bach, in Vallendar ab dem Zufluss des Ferbach auch Leerbach) ist ein rechter Zufluss des Rheins bei Vallendar. Er durchfließt den Westerwaldkreis und den Landkreis Mayen-Koblenz in Rheinland-Pfalz.

## Geographie

### Verlauf
Der Hillscheider Bach entspringt als Kalter Bach an der Montabaurer Höhe ca. 1,5 km südöstlich der Alarmstange (545 m) und ca. 1 km südlich des Lippersberg (534 m) im Stadtgebiet von Montabaur bei ca. 430 m. 

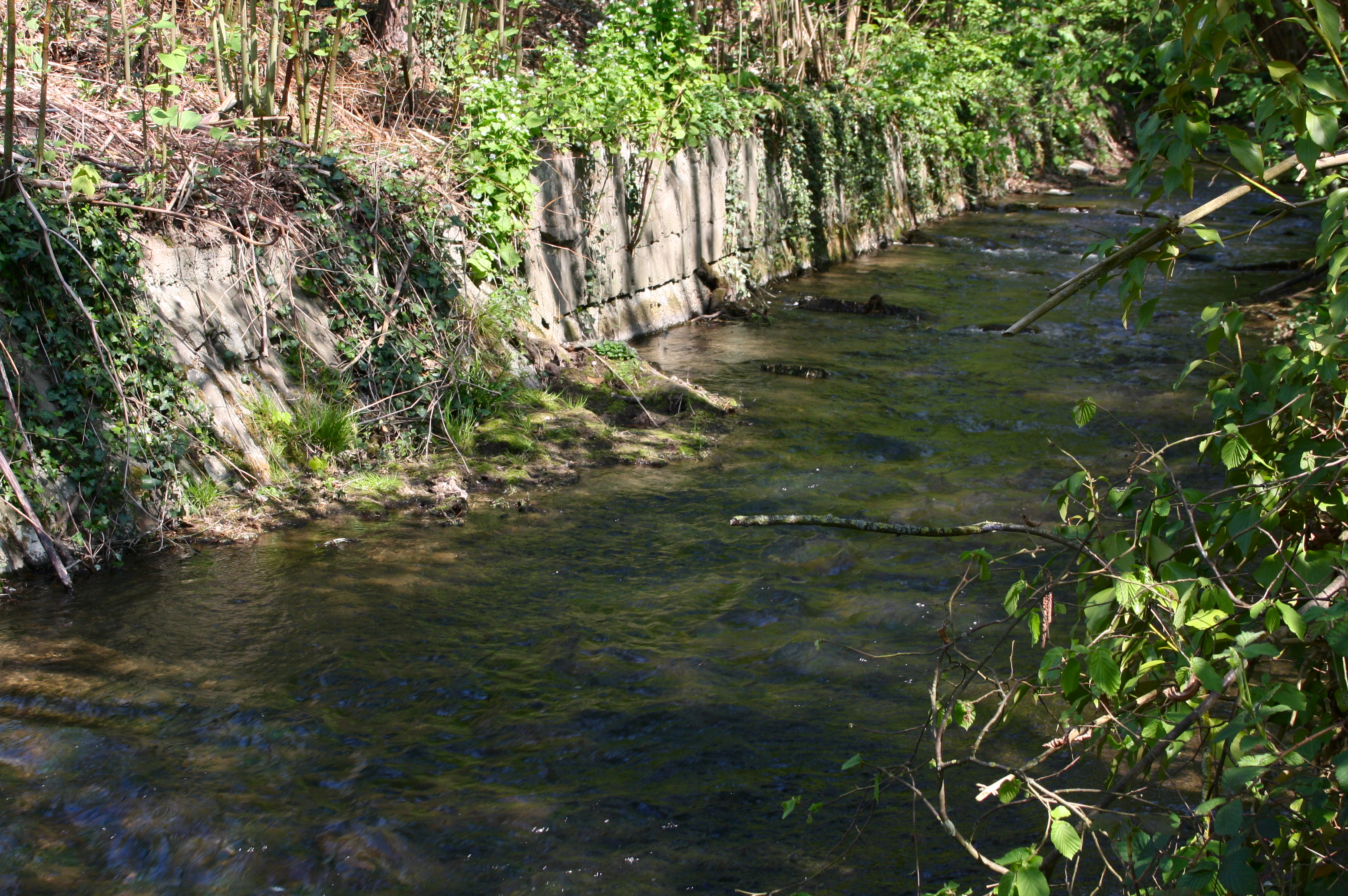
Der Hillscheider Bach kurz vor der Verrohrung in Vallendar

Von hier fließt er als Grenzbach zwischen Kadenbach/Neuhäusel und Hillscheid nach Südwesten und ändert südlich von Hillscheid an der Gemeindegrenze zu Simmern nahe der Grundsmühle bei der alten Brücke (190 m) seinen Namen in Hillscheider Bach. Von hier fließt er entlang und parallel der Landesstraße 309 nach Westen und trifft dort auf den Vallendarer Ortsteil Schönstatt, wo er zuerst auf die Pilgerkirche trifft. Danach fließt von links der Wambach zu, dann nach dem Schönstattkapellchen von rechts der Ferbach. Ab dem Zufluss des Ferbach heißt der Bach in Vallendar auch Leerbach. 
Er wendet sich nach Südwesten, fließt ca. 200 m östlich am Ortskern von Vallendar vorbei, geht in die Verrohrung ca. 300 m vor der Mündung und mündet vor der Gemeinde und Binneninsel Niederwerth in den rechten Arm des Niederwerth umfließenden Rheins.

### Zuflüsse
- Alsbach, von rechts südlich der Alarmstange
- Plätzer Bach, von links nördlich von Kadenbach
- Hirzbach, von rechts von Hillscheid her
- Feisternachtbach, von rechts südlich von Höhr-Grenzhausen im Gemeindegebiet von Vallendar
- Wambach, von links in Vallendar-Schönstatt
- Ferbach, von rechts in Schönstatt, Vallendar

## Galerie

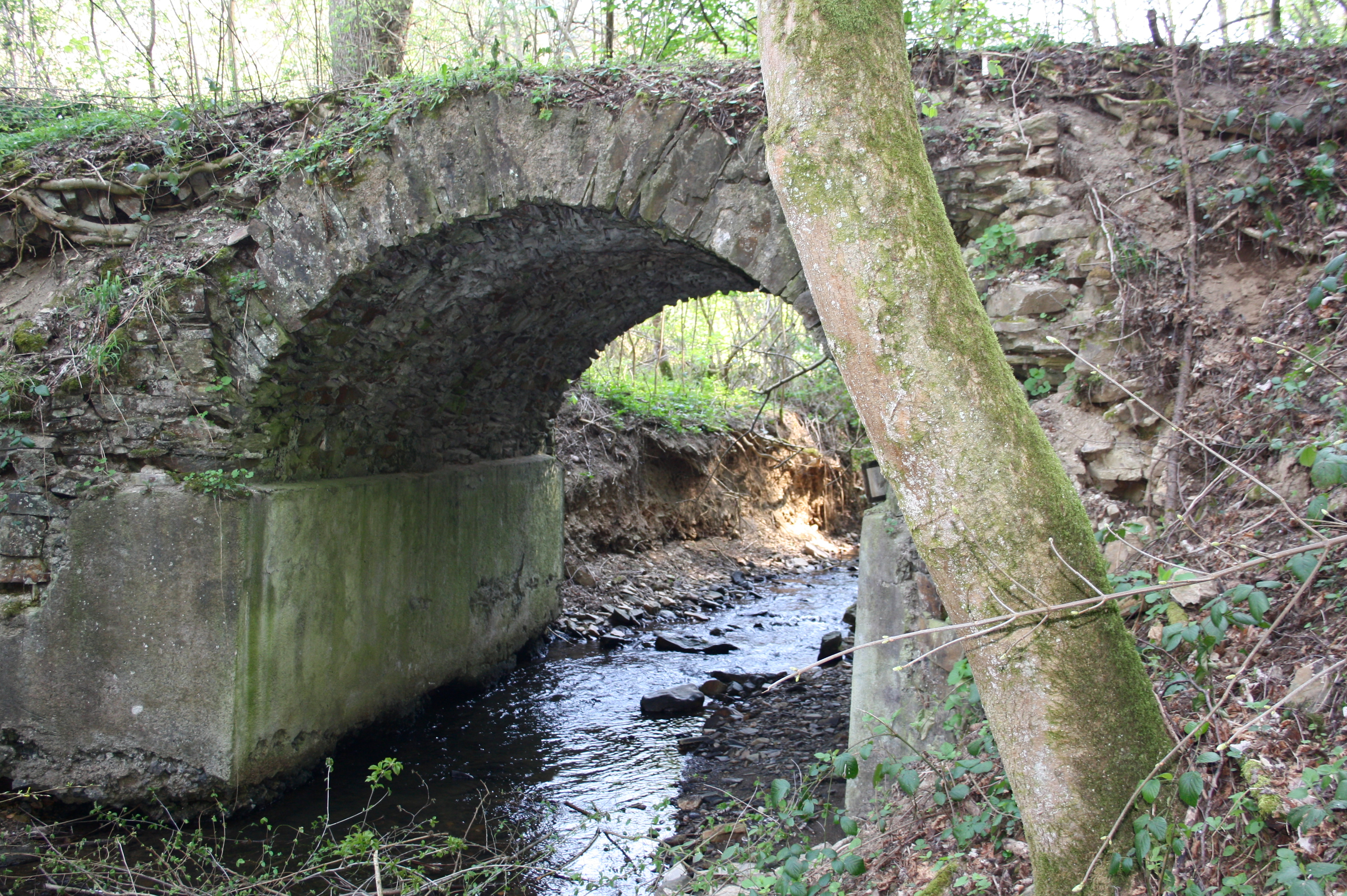
Die alte Brücke nahe der Grundsmühle
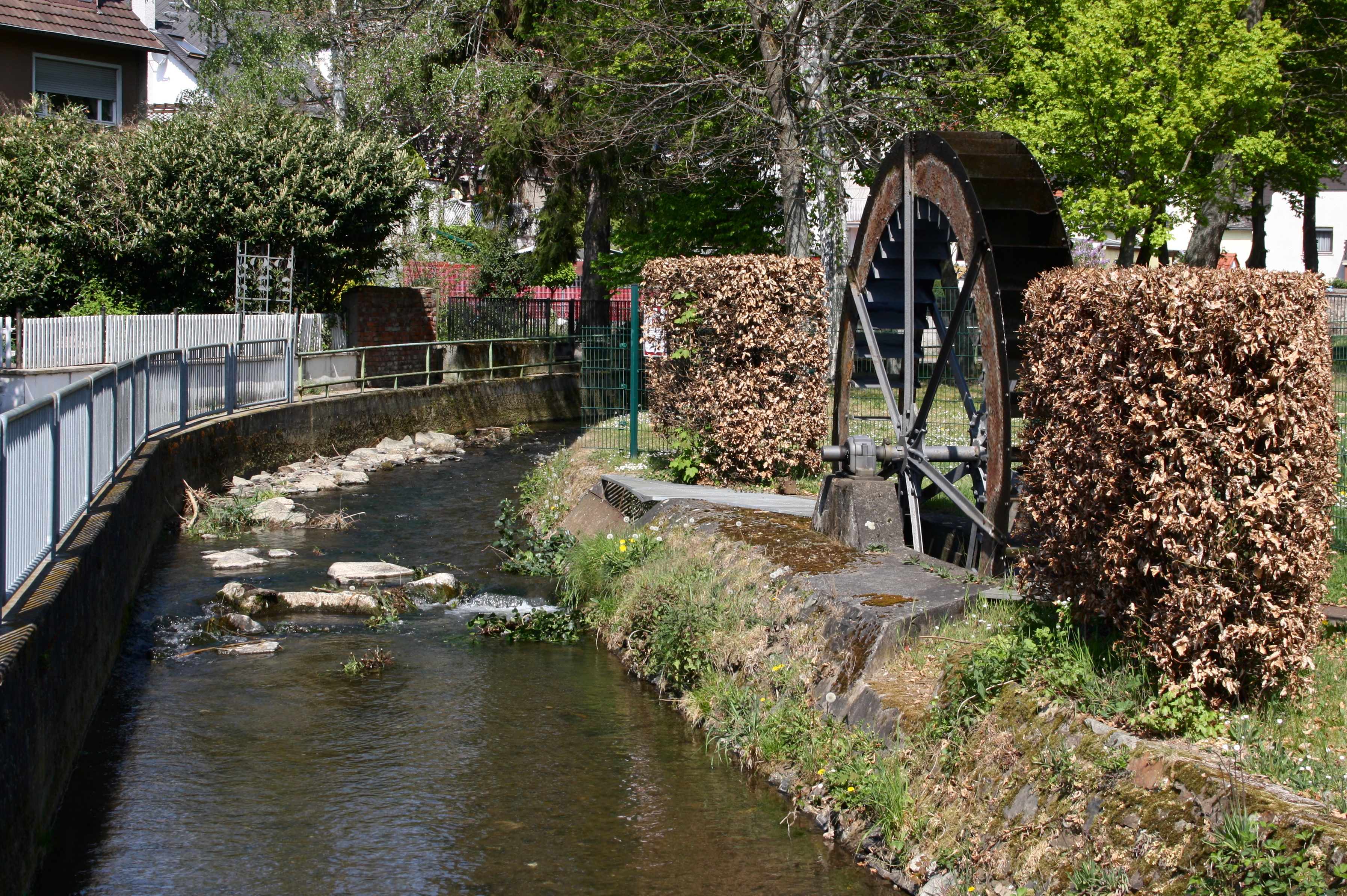
Der Hillscheider Bach nahe dem Zentrum von Vallendar
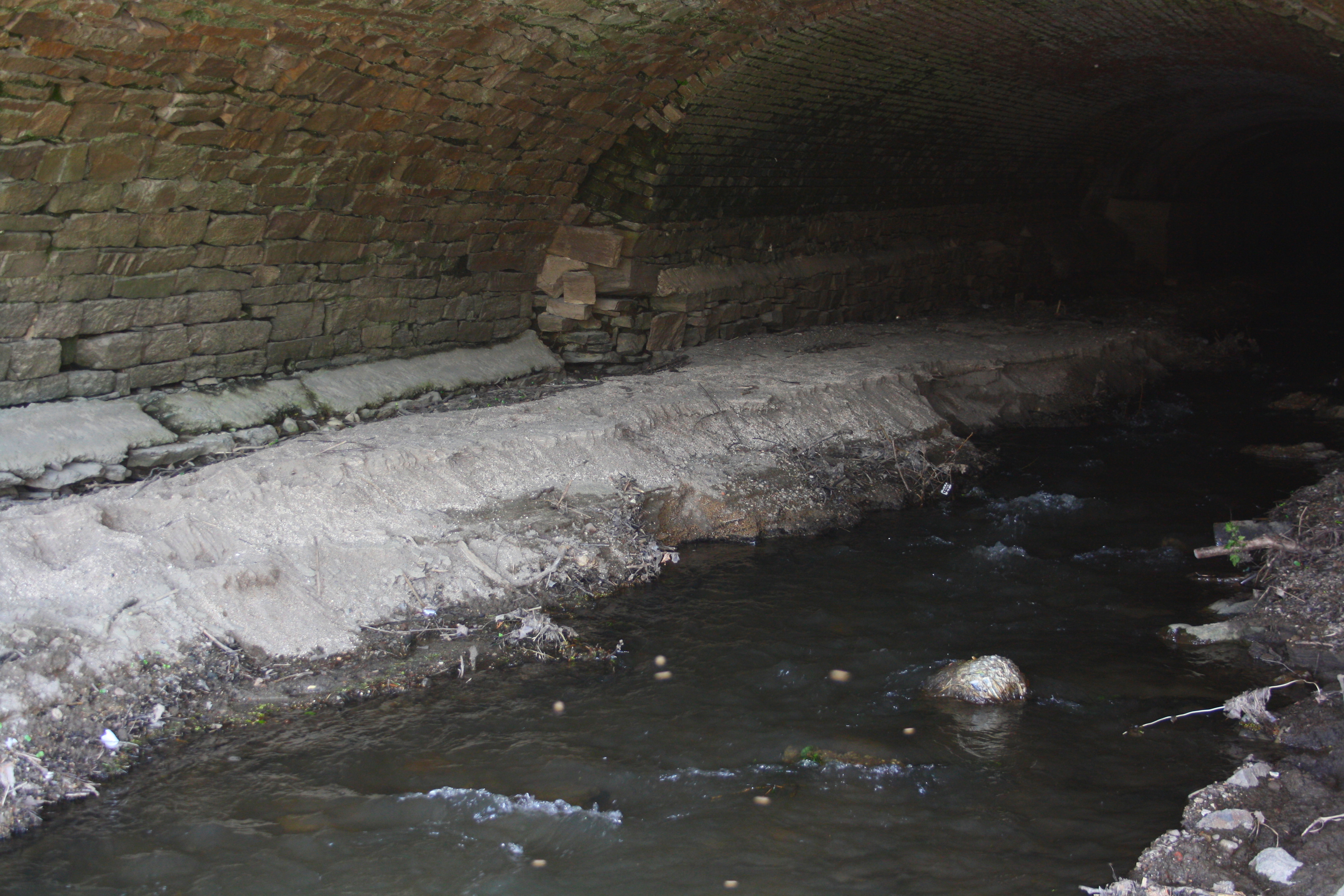
Der Hillscheider Bach in der Verrohrung von Vallendar
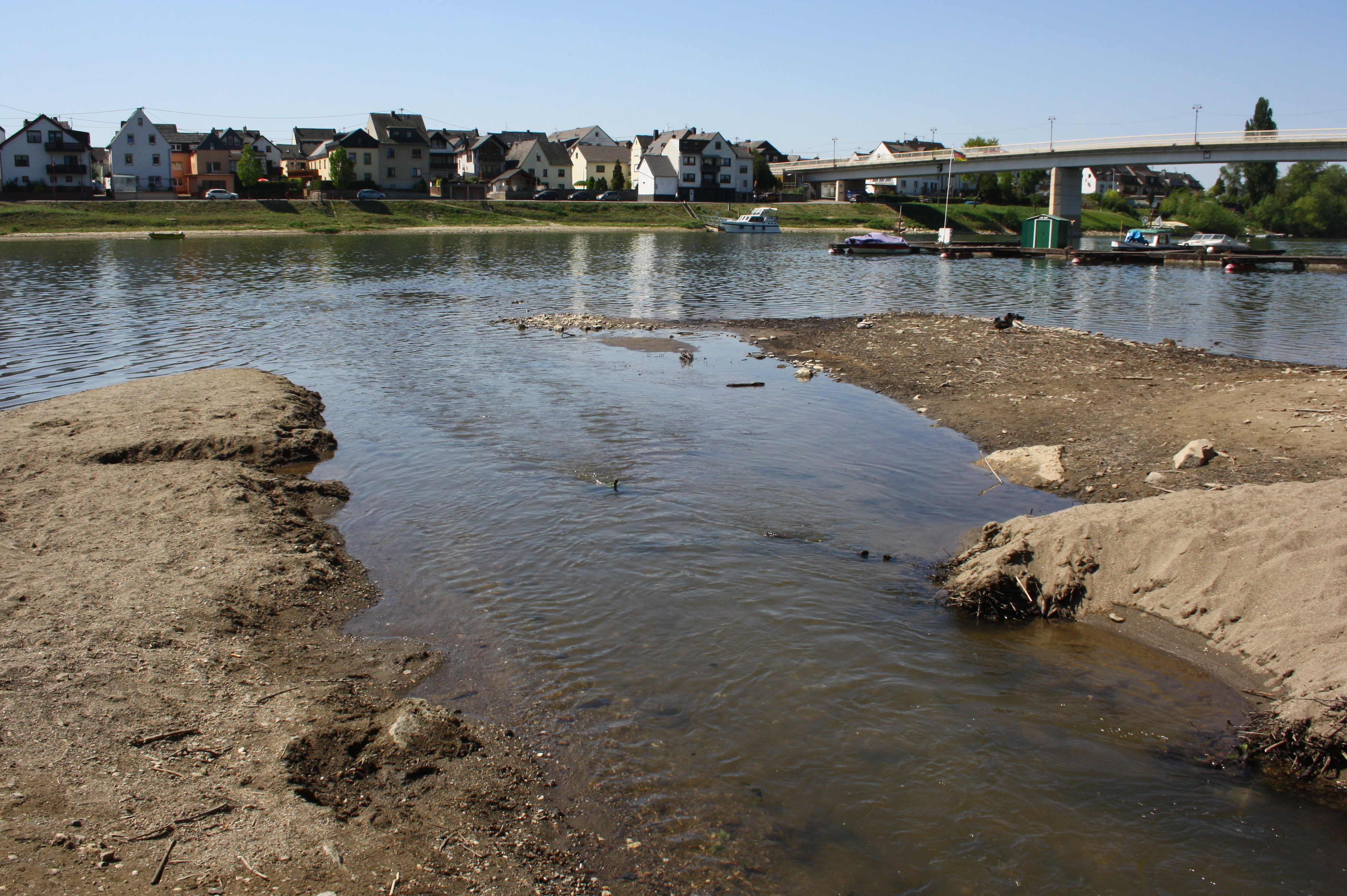
Die Rheinmündung in Vallendar
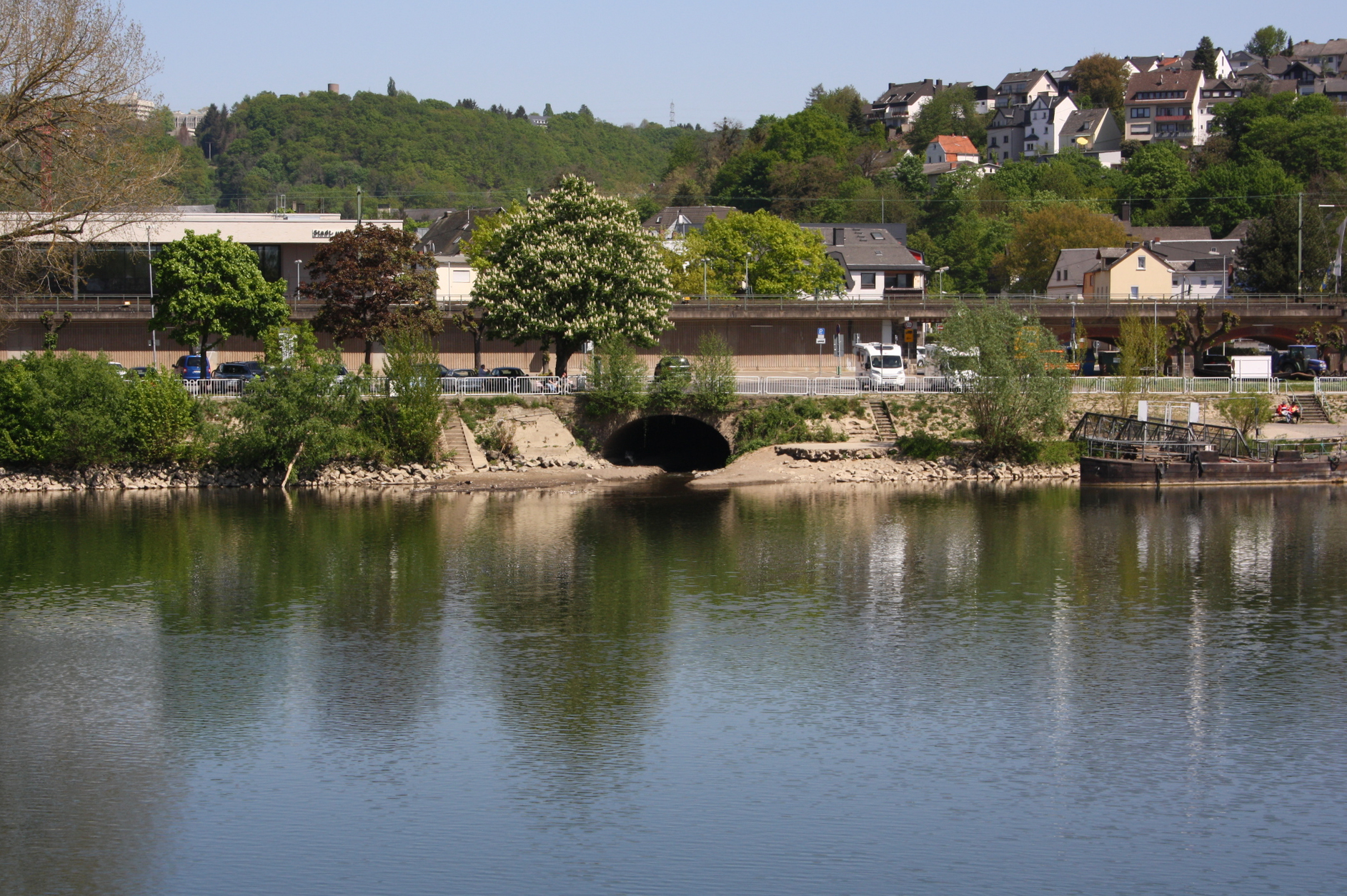
Die Rheinmündung von Niederwerth gesehen